# Pauline Schäfer-Betz
Pauline Sieglinde Schäfer-Betz (nacida como Pauline Sieglinde Schäfer, Saarbrücken, 4 de enero de 1997) es una deportista alemana que compite en gimnasia artística, especialista en la prueba de barra de equilibrio.
Ganó tres medallas en el Campeonato Mundial de Gimnasia Artística entre los años 2015 y 2021, y una medalla de bronce en el Campeonato Europeo de Gimnasia Artística de 2022.
Participó en dos Juegos Olímpicos de Verano, en los años 2016 y 2020, ocupando el sexto lugar en Río de Janeiro 2016, en la prueba por equipos.

## Palmarés internacional
| Campeonato Mundial | Campeonato Mundial    | Campeonato Mundial | Campeonato Mundial   |
| Año                | Lugar                 | Medalla            | Prueba               |
| ------------------ | --------------------- | ------------------ | -------------------- |
| 2015               | Glasgow (Reino Unido) | Medalla de bronce  | Barra                |
| 2017               | Montreal (Canadá)     | Medalla de oro     | Barra                |
| 2021               | Kitakyushu (Japón)    | Medalla de plata   | Barra                |
| Campeonato Europeo |                       |                    |                      |
| Año                | Lugar                 | Medalla            | Prueba               |
| 2022               | Múnich (Alemania)     | Medalla de bronce  | Concurso por equipos |